# Abbaye de Midleton
L’abbaye de Midleton était une abbaye cistercienne irlandaise située à Midleton, à peu de distance de Cork, au sud de l'Irlande.
Fondée en 1180, l'abbaye est rapidement mêlée à la conspiration de Mellifont, durant laquelle les moines cisterciens irlandais s'insurgent contre le chapitre général cistercien qui leur impose des pratiques ne correspondant pas à leurs habitudes, et promeut de fait la normalisation avec les envahisseurs anglo-normands.
Extrêmement pauvre à la fin du Moyen Âge, l'abbaye est fermée au moment de la dissolution des monastères ; toutefois la vie religieuse s'y maintient encore durant quelques années. Au XVIIe siècle, la construction de la ville de Midleton commence, et l'abbaye est détruite pour construire des églises, mais aussi des bâtiments profanes.
Certaines pierres, incorporées dans l'église Saint-Jean-Baptiste, dans le couvent des Frères chrétiens, ou décorant le cimetière, sont les seuls vestiges de l'abbaye de Midleton.

## Localisation
L'abbaye est située dans la ville de Midleton, à peu de distance de la rivière Owenacurra juste avant son embouchure dans le Port de Cork. L'abbaye proprement dite était située à l'emplacement de l'actuelle église anglicane (de l'Église d'Irlande) Saint-Jean-Baptiste),.

## Histoire

### Fondation et toponymie
La fondation de l'abbaye de Midleton remonte à 1179 ou 1180 ; les historiens ne s'accordent pas sur le fondateur. Selon certains, il pourrait s'agir de Gerald FitzMaurice ou de quelqu'un de sa famille ; selon d'autres, cette origine est très peu probable, Gerald FitzMaurice étant anglo-normand alors que Midleton est dès l'origine placée dans la filiation de Mellifont, puisque ce sont les moines de Monasteranenagh qui sont sollicités pour fonder l'abbaye. Or Mellifont et ses abbayes-filles pratique un monachisme fortement teinté de christianisme irlandais, assez rétif à la normalisation cistercienne et politiquement hostile à l'influence des conquérants anglais.
L'abbaye est initialement nommée en latin Chorus Sancti Benedicti, ce qui pourrait être un jeu de mots entre le Chorus latin et le cora irlandais, rappelant ainsi le nom de la rivière qui arrose l'abbaye. Rapidement, la fondation est désignée sous le vocable irlandais Mainistir na Corann, transcrit en anglais en St. Mary of Chore, elle prend ensuite usuellement le nom de « Midleton » en référence à sa position médiane entre Cork et Youghal,.

### Participation à la conspiration de Mellifont
Rapidement, le conflit entre les moines irlandais, qui souhaitent préserver leurs traditions et le chapitre général qui cherche à construire et préserver une unité de l'ordre, s'envenime, comme pour toute la filiation de Mellifont. En 1227, l'abbé Richard de Tintern dépose celui de Midleton ; mais ce dernier, soutenu par sa communauté, refuse de se soumettre. Le monastère est alors frappé d'interdit ; peu après, les tensions s'apaisent et les abbayes irlandaises rentrent dans le rang, les moines repentis étant absous.

### Déclin et dissolution
En 1278, l'abbé de Midleton, censé assister chaque année au chapitre général, est constaté absent depuis sept années consécutives, et il est déposé pour ces manquements répétés.
L'abbaye de Midleton est réputée extrêmement pauvre à la fin du Moyen Âge. Son revenu annuel potentiel est estimé à vingt-trois livres en 1535, mais le contexte d'alors abaisse ce revenu à trois livres seulement par an. Lors de la dissolution, l'abbé Philip FitzDavid Barry négocie un bail de vingt-et-un ans, ce qui permet de maintenir la vie religieuse durant quelques années.
En 1573, toute vie monastique ayant disparu, les bâtiments sont accordés à John Fitzedmund Fitzgerald (en). À partir de 1670, la construction de la ville actuelle de Midleton commence ; à cette date, une première église anglicane est construite en lieu et place de l'abbaye. Cette église est à son tour remplacée par l'édifice actuel en 1825,.

## Architecture
Aucun bâtiment ne subsiste de l'abbaye de Midleton, dont les pierres ont été utilisées pour construire non seulement l'église du XVIIe siècle, mais aussi un moulin. Toutefois, un certain nombre de pierres sculptées provenant du monastère sont éparpillées dans le cimetière.
En 1867, les Frères chrétiens s'établissent à Midleton et souhaitent utiliser un maximum de matériaux provenant de l'ancienne abbaye pour construire leur maison.